# Емилий Аспер
Емилий Аспер (на латински: Aemilius Asper) e латински граматик, коментатор от 1 и началото на 2 век. Той коментира произведенията на Теренций, Салустий и Вергилий.